# Wojna ukraińsko-sowiecka

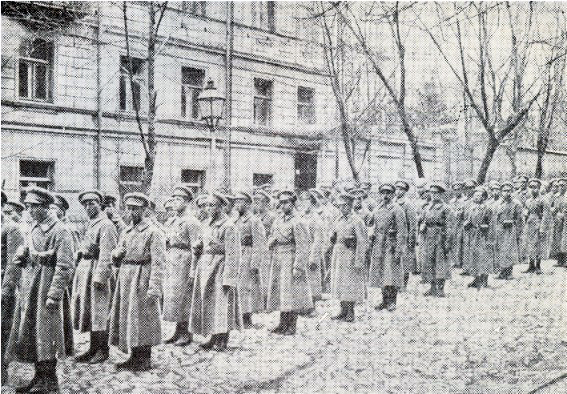
Strzelcy Siczowi w Kijowie

Wojna ukraińsko-sowiecka, inaczej ukraińska wojna o niepodległość – wojna o niezależność Ukraińskiej Republiki Ludowej od Rosji Radzieckiej, marionetkowej Ukrainy Radzieckiej i sił Białej Rosji, tocząca się w kilku fazach od grudnia 1917 do końca listopada 1920.
Siłami zbrojnymi konfliktu były: Armia Czerwona i Armia Ochotnicza oraz armia Ukraińskiej Republiki Ludowej, Ukraińska Armia Halicka i Czerwona Ukraińska Armia Halicka, a także Rewolucyjna Powstańcza Armia Ukrainy.
Wojna zakończyła się porażką wojsk ukraińskich i włączeniem w skład Ukraińskiej Socjalistycznej Republiki Radzieckiej (od 1922 w składzie ZSRR) przeważającej części współczesnych ziem ukraińskich (włączając Naddniestrze, które obecnie jest w składzie Mołdawii, ale wyłączając Krym, który w tym czasie był w składzie Rosji), jednocześnie Galicja Wschodnia i Wołyń weszły w skład Polski, Zakarpacie weszło w skład Czechosłowacji, Bukowina północna oraz Besarabia południowa weszły w skład Rumunii, co zakończyło istnienie URL. Władze i wojska republiki ewakuowały się do Polski.

## Grudzień 1917 – marzec 1918

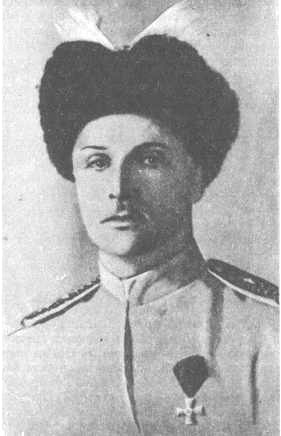
Pawło Skoropadski

Po ogłoszeniu powstania 20 listopada 1917 Ukraińskiej Republiki Ludowej, jako państwa połączonego federacją z Rosją, bolszewicy rozpoczęli przygotowania do zajęcia Ukrainy przy pomocy miejscowej zrusyfikowanej ludności oraz rosyjskich garnizonów i oddziałów przyfrontowych. 11 grudnia 1917 wybuchło w Kijowie przygotowane przez nich powstanie, które jednak zostało szybko stłumione, a jego uczestnicy wysłani koleją do Rosji Radzieckiej. Jednocześnie jadący do Kijowa zbolszewizowany 2 Korpus Gwardyjski pod dowództwem Jewheniji Bosz został rozbrojony w Żmerynce przez I Korpus Ukraiński pod dowództwem Pawła Skoropadskiego, i również odesłany koleją do Rosji.
17 grudnia 1917 Rady Komisarzy Ludowych w Piotrogradzie wystosowała do rządu ukraińskiego ultimatum, w którym żądała podporządkowania się wojskom bolszewickim. Niedługo później zaczął się atak.
Bolszewicy posiadali na Ukrainie wojska byłego Frontu Zachodniego, pułki zapasowe w większych miastach oraz oddziały Czerwonej Gwardii, stworzone z robotników okręgów przemysłowych Charkowa i Doniecka. Jednak główną ich siłą były oddziały rosyjskiej Czerwonej Gwardii nacierające z północy.
Ukraińska Centralna Rada mogła im przeciwstawić nieliczne oddziały, złożone z ochotników oraz kilka kureni Wolnego Kozactwa.
25 grudnia 1917 30-tysięczna armia bolszewicka pod dowództwem Władimira Antonowa-Owsiejenki wyruszyła czterema kolumnami z Homla i Briańska na Ukrainę, w kierunkach: Czernihów – Bachmacz, Głuchów – Konotop oraz Charków – Połtawa – Łozowa. Jednocześnie w miastach Lewobrzeżnej Ukrainy przygotowano powstania miejscowych bolszewików. W kilku przypadkach przy pomocy propagandy komunistycznej udało im się przeciągnąć na swoją stronę garnizony ukraińskie. 26 grudnia 1917 zajęli Charków, następnie Łozową, Katerynosław (9 stycznia), Aleksandrowsk (15 stycznia) i Połtawę (20 stycznia). Grupa homelska zajęła 16 stycznia Konotop i 19 stycznia – Głuchów.
Jednocześnie grupa Michaiła Murawiowa, atakująca z Połtawy, zajęła Romodan, a potem skierowała się na Bachmacz, zdobyty 27 stycznia. Spotkały się tam 3 grupy rosyjskie, które pod dowództwem Murawjowa rozpoczęły atak w kierunku Kijowa. Ukraińska Centralna Rada, broniąc się, wysłała w kierunku Bachmacza i Połtawy oddziały ochotnicze. Wśród nich był 600-osobowy Kureń Studencki, który został rozbity 29 stycznia 1918 w bitwie pod Krutami przez 4-tysięczne siły bolszewickie.
29 stycznia w Kijowie wybuchło probolszewickie powstanie robotnicze, którego uczestnicy domagali się rozwiązania Centralnej Rady i przekazania władzy w ręce kijowskiej rady delegatów robotniczych i żołnierskich. Jego centrum były zakłady zbrojeniowe „Arsenał”. Wystąpienie zostało stłumione 4 lutego przez oddziały Wolnego Kozactwa oraz nowo sformowane oddziały Strzelców Siczowych. Jednak bolszewickie natarcie z kierunku Bachmacza i Dubniów trwało nadal i 8 lutego rząd UCR zmuszony był ewakuować się. Przed wycofaniem się z miasta oddziały ukraińskie rozstrzelały kilkuset wziętych do niewoli bolszewików oraz dezerterów z własnych szeregów. 8 lutego do Kijowa wkroczyli bolszewicy Murawjowa, pozostając tam do 1 marca, gdy zostali wyparci przez armię niemiecką. W mieście na rozkaz Murawjowa zostały dokonane masowe rozstrzeliwania, zwłaszcza oficerów i kadetów, których ofiarą padło od kilkuset (relacja amerykańskiego konsula) do nawet 2–5 tys. osób. Jedną z ofiar terroru był prawosławny metropolita kijowski i halicki Włodzimierz.
Z Kijowa wojska bolszewickie zaatakowały Ukrainę Prawobrzeżną, tocząc boje z opóźniającymi atak oddziałami Wolnego Kozactwa. Z kolei zbolszewizowanej 7 Armii rosyjskiej udało się na Wołyniu zająć Płoskirów, Żmerynkę, Koziatyn, Berdyczów, Równe i Szepietówkę, a wojska Centralnej Rady obroniły pozycje na linii Żytomierz – Korosteń – Sarny.

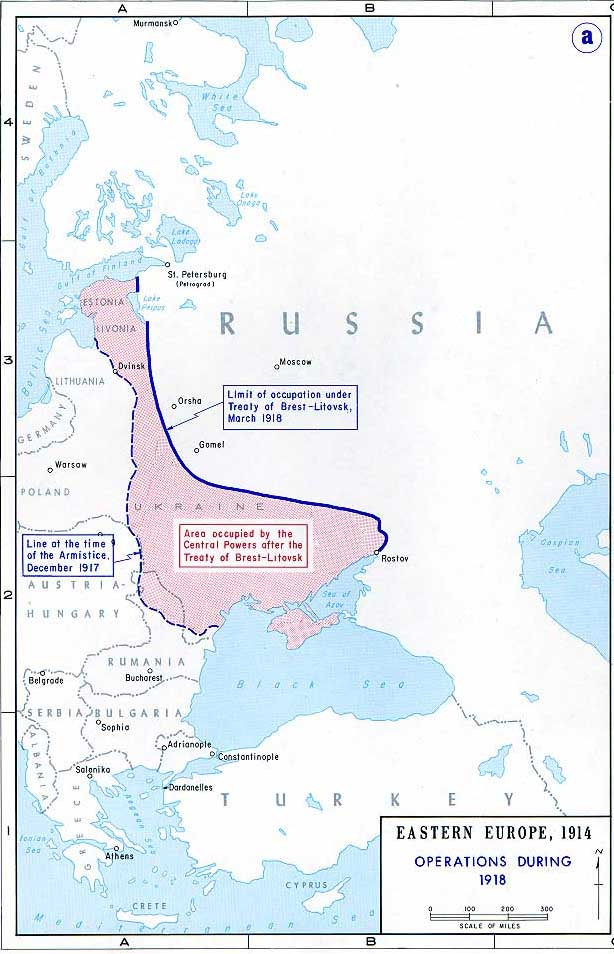
Granice ustalone traktatem brzeskim

Podczas przygotowywania traktatu brzeskiego 9 lutego doszło do porozumienia rządu ukraińskiego z rządami austro-węgierskim i niemieckim na temat uwolnienia Ukrainy od okupacji bolszewickiej. Oddziały ukraińskie pod dowództwem gen. K. Prisowskiego i gen. Semena Petlury wraz z wojskami niemieckimi (od 24 lutego) i austro-węgierskimi (od 27 lutego) stoczyły zwycięskie bitwy na Prawobrzeżu pod Żytomierzem, Berdyczowem, Koziatynem i Buczą, i w końcu 1 marca zdobyły Kijów.
W ciągu marca i kwietnia wojska niemieckie i austriackie uwolniły Lewobrzeże, a oddziały atamanów Petra Bołboczana i Wołodymyra Sikewycza – Krym i rejon Doniecka.
W związku z sukcesami przeciwnika Włodzimierz Lenin wydał 14 marca swojemu przedstawicielowi na Ukrainie, Sergo Ordżonikidze, polecenie ukrainizacji radzieckich wojsk Antonowa i Murawiowa, co jednak się nie powiodło. W tym czasie walczono o węzły kolejowe, a wojna miała charakter wojny manewrowej, w której walczące strony przemieszczały się głównie pociągami pancernymi.

## Konferencja pokojowa
3 marca 1918 bolszewicka Rosja zawarła z państwami centralnymi traktat pokojowy, w którym państwo to zostało zobowiązane do zawarcia pokoju z Ukraińską Republiką Ludową. Traktat ten wszedł w życie 29 marca. W związku z tym, w okresie od maja do października 1918 prowadzona była w Kijowie konferencja pokojowa Ukrainy i Rosji. Jedynym efektem konferencji pokojowej było zawarcie 12 czerwca 1918 traktatu preliminaryjnego.

## Grudzień 1918 – kwiecień 1919
Druga faza wojny rozpoczęła się wraz z wybuchem powstania antyhetmańskiego.
28 listopada 1918 w Kursku utworzono Tymczasowy Robotniczo-Chłopski Rząd Ukrainy, który siłami Armii Czerwonej pod dowództwem Władimira Antonowa-Owsiejenki, Józefa Stalina i Wołodymyra Zatonskiego zaatakował w grudniu 1918 ziemie ukraińskie z kierunku Kurska. 3 stycznia 1919 r. został zajęty Charków.
Dyrektoriat URL wysłał do Rady Komisarzy Ludowych RFSRR noty protestacyjne (31 grudnia 1918, 3 stycznia, 4 stycznia, 9 stycznia 1919), jednak nie uzyskał na nie odpowiedzi. Dlatego też 16 stycznia 1919 Dyrektoriat wypowiedział wojnę RFSRR.
Siły ukraińskie składały się w tym czasie z regularnych formacji Korpusu Strzelców Siczowych i Korpusu Zaporoskiego oraz wielu niezdyscyplinowanych formacji ochotniczych, dowodzonych przez samodzielnych atamanów (Nestor Machno, Matwij Hryhorjew, Jewhen Anheł, Zełenyj i inni), którzy często przechodzili na stronę bolszewików.
W przeciągu grudnia 1918 – stycznia 1919 wojska sowieckie, przy pomocy niektórych atamanów ukraińskich, zajęły Lewobrzeże i 5 lutego zbliżyły się do Kijowa, w związku z czym rząd ukraiński po raz kolejny zmuszony był opuścić stolicę. Jego tymczasową siedzibą stał się Kamieniec Podolski.
W lutym 1919 wojska sowieckie przeprowadziły atak w kilku kierunkach:
- na północy w kierunku Mozyrz – Korosteń – Łuniniec – Sarny – Równe, z zamiarem oddzielenia armii URL od UHA
- na południu z rejonu Kremieńczuk – Katerynosław przez Znamiankę w kierunku Birzula – Żmerynka, w celu izolowania armii URL od desantu ententy
- z Kijowa w kierunku Berdyczów – Koziatyn – Żmerynka, w celu uniemożliwienia połączenia północnej i południowej grupy wojsk URL.

W marcu 1919 wojska URL przeszły do przeciwnatarcia, zadając bolszewikom duże straty w rejonie Berdyczów – Koziatyn – Żytomierz, dochodząc aż pod Kijów. Ten strategiczny manewr Armii URL, jak i nieoczekiwany bunt atamana Hryhorjewa i jego 20-tysięcznych sił, uniemożliwił bolszewikom przekroczenie Dniestru, zajęcie Besarabii i przejście przez Rumunię na Węgry w celu pomocy Armii Czerwonej Węgierskiej Republiki Rad pod przywództwem Beli Kuna. W kwietniu 1919, korzystając z wycofania się wojsk Ententy, zaatakowali na środkowym odcinku frontu koło Żmerynki, aby odciąć północną grupę armii URL od reszty wojsk.
Przez niesubordynację atamana Omeliana Wołocha cała grupa musiała 16 kwietnia 1919 sforsować Dniestr, gdzie wojska rumuńskie ją rozbroiły (grupa później przedostała się na Wołyń przez Galicję). W rękach władzy ukraińskiej pozostały tylko małe fragmenty terytorium i pas szerokości 40–50 km na południowo-wschodnim Wołyniu koło Dubnego-Brodów.
Nieudana próba przewrotu, podjęta 19 kwietnia 1919 przez atamana Wołodymyra Oskiłko, osłabiła również północny front przeciwbolszewicki na Wołyniu.
Wtedy w nastrojach ludności pojawiły się pierwsze zmiany. Antyukraińska polityka władzy radzieckiej i ostre rekwizycje wojsk radzieckich spowodowały bunt ludności wiejskiej, która zasiliła szeregi powstańców, wrogo nastawionych do władzy bolszewickiej.
W tej sytuacji nawet prosowiecka USDRP utworzyła swój komitet rewolucyjny, który zbrojnie wystąpił przeciw bolszewikom.

## Maj 1919 – wrzesień 1919
W maju 1919 bolszewicy, korzystając z ataku wojsk polskich w rejonie Łucka, gdzie była rozmieszczona północna grupa armii URL, zaatakowali z południa i południowego wschodu, i zajęli Równe, Szepetówkę, Płoskirów i Kamieniec Podolski.
W tych warunkach armia URL, zawarłszy 24 maja 1919 rozejm z wojskami polskimi, przeorganizowała się w 4 grupy: Strzelców Siczowych, Zaporoską, Wołyńską i Południowo-Wschodnią. Liczyły one w sumie 15 000 żołnierzy. Na początku czerwca wypchnęły bolszewików z południowo-zachodniego Podola i zajęły Kamieniec Podolski, który został tymczasowym ośrodkiem rządu ukraińskiego.
Na przełomie czerwca i lipca bolszewicy znowu przeszli do natarcia, zajmując 5 lipca Płoskirów i podchodząc pod Kamieniec Podolski. Jednak w połowie lipca, po przebiciu się przez linie bolszewickie oddziału Jurko Tjutjunnyka (były to resztki zagonu Hryhoriewa), wzmocniona armia URL wypchnęła bolszewików poza linię Horodok – Szarhorod – Dunajiwcy – Nowa Uszyca – Wapniarka.

## Sierpień 1919 – marzec 1920

Zasięg ofensywy Denikina

Po przejściu UHA za Zbrucz w dniach 16 i 17 lipca 1919 rozpoczęła się wspólna ofensywa UHA i armii URL przeciw bolszewikom. Dowodzili nią Mykoła Junakiw i Wiktor Kurmanowycz. Zjednoczone siły liczyły 85 000 żołnierzy i 15 000 powstańców. Siły skierowano w kierunku Kijowa i Odessy. Na odcinku podolskim po ciężkich walkach zdobyto 12 sierpnia Winnicę, a 14 – Chmelnyk, Janiw, Kałyniwkę, Starokonstantynów, 19 – Berdyczów, 21 – Żytomierz, a 31 sierpnia wojska doszły do Kijowa.
Jednak w tym samym czasie do Kijowa doszła Armia Ochotnicza Denikina. Aby nie dopuścić do konfliktu z Armią Ochotniczą, ukraińskie oddziały wycofały się z Kijowa. Z tej chwilowej stagnacji skorzystali bolszewicy, którzy przerzucili przez Skwyrę do Żytomierza swoją 14 Armię, otoczoną w rejonie Katerynosław – Owidopol. Konflikt z Denikinem wywołał spory pomiędzy dowódcami UHA i URL, sytuację skomplikowała również epidemia tyfusu wśród podległych wojsk. UHA podpisała więc 6 listopada 1919 akt przyłączenia do Armii Ochotniczej. W tym czasie wojska bolszewickie zaczęły zajmować Prawobrzeże, wypierając Armię Ochotniczą, a wojska polskie zajmowały resztki terenu zarządzanego przez URL. Rząd i wojska URL, otoczone przez bolszewików, denikinowców i wojska polskie, zdecydowały na naradzie w Czartoryi, która odbyła się 4 grudnia 1919, zrezygnować z otwartej walki i przejść do działań partyzanckich na tyłach bolszewików i Armii Ochotniczej.

## Pierwszy pochód zimowy
W I pochodzie zimowym, trwającym od 6 grudnia 1919 do 6 maja 1920, armia URL pod dowództwem gen. Mychajła Omelianowycza-Pawlenki walczyła na tyłach Armii Czerwonej w rejonie Jelizawetgradu, a od lutego 1920 – za Dnieprem w rejonie Złotonoszy z 14 Armią RKKA.

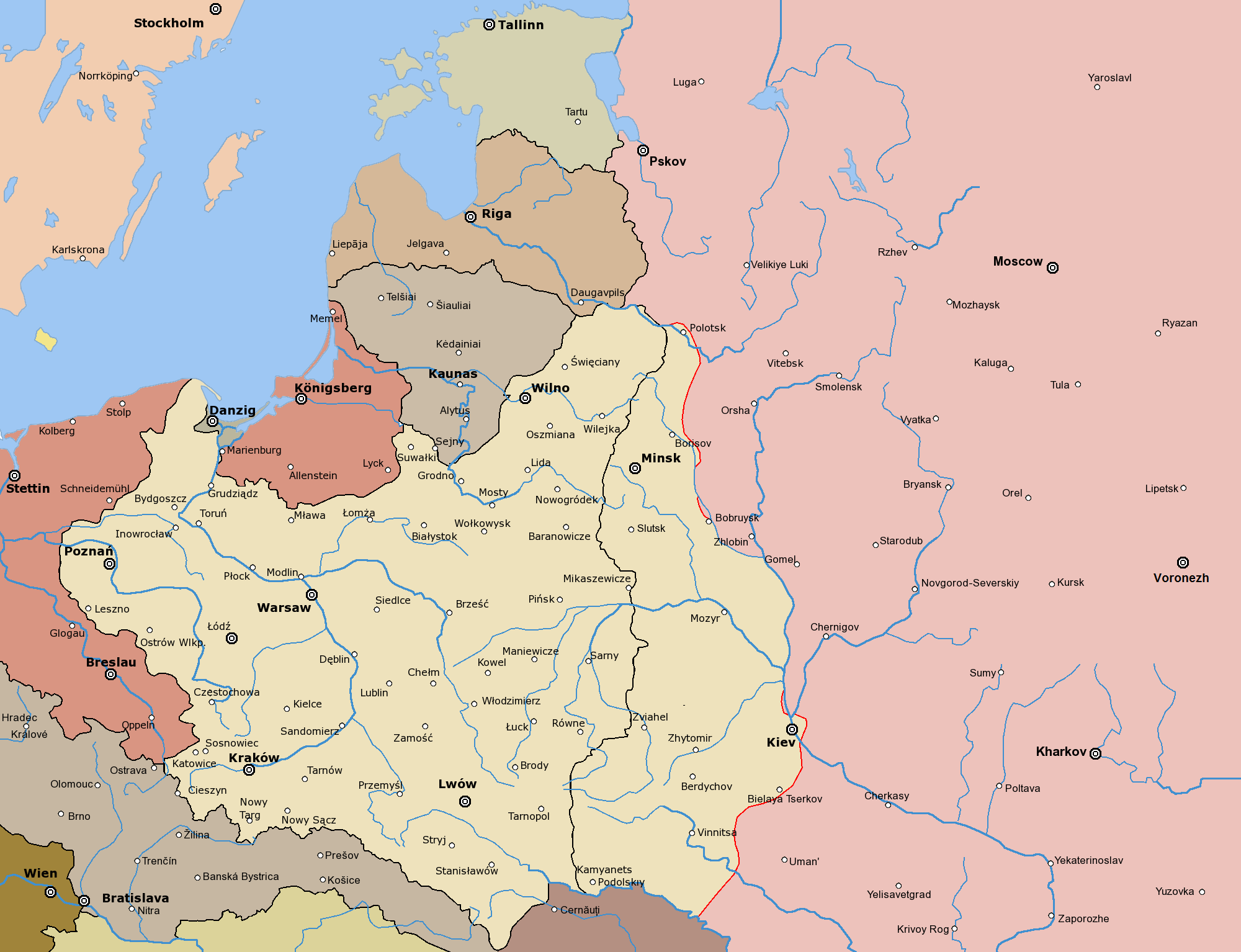
Czerwiec 1920

## Kwiecień 1920 – listopad 1920
Po podpisaniu umowy warszawskiej 22 kwietnia 1920 rozpoczęła się wyprawa kijowska. Brały w niej udział, oprócz 60-tysięcznej armii polskiej, dwie dywizje ukraińskie, oraz oddziały, które powróciły z I pochodu zimowego (łącznie 3904 żołnierzy ukraińskich, którzy stanowili 6% osobowego udziału Ukraińców w wyprawie kijowskiej). Już 7 maja wojska polskie wraz z dywizją Marka Bezruczki doszły do Kijowa. Jednak początkowe sukcesy zostały zniweczone przez radzieckie kontrnatarcie: 13 czerwca 1920 r. siły polskie i ukraińskie straciły Kijów, armia Siemiona Budionnego jeszcze wcześniej, 8 czerwca opanowała Berdyczów i Żytomierz, w lipcu i sierpniu zajęła tereny po Zbrucz, a następnie skierowała się przez Zamość w kierunku Warszawy.

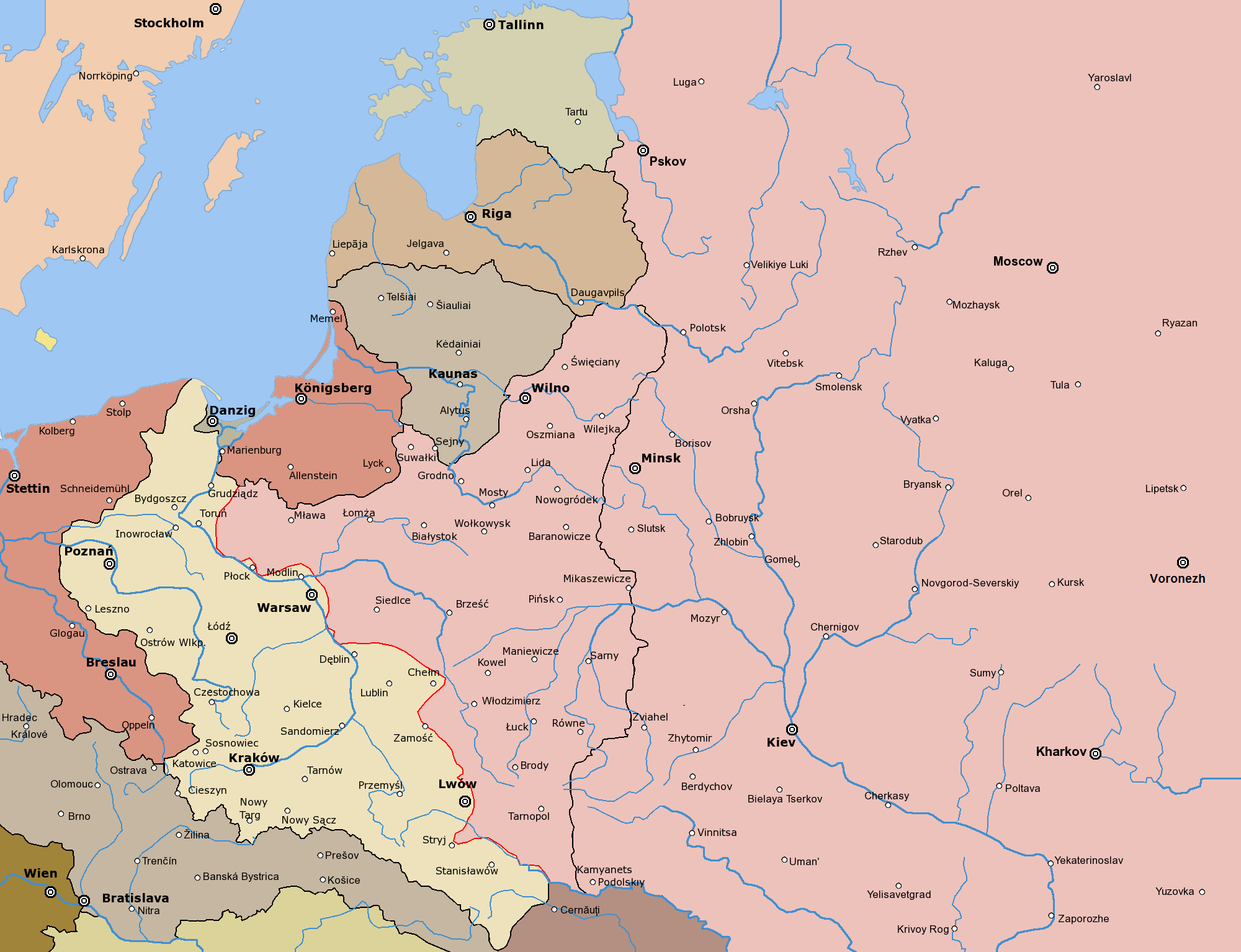
Sierpień 1920

Po rozgromieniu bolszewików w Bitwie Warszawskiej rozpoczęło się kontrnatarcie polsko-ukraińskie, które odrzuciło wojska radzieckie na linię Jaruha nad Dniestrem – Szarhorod – Bar – Lityn. Operacja ta była prowadzona do 18 października 1920, kiedy to rządy polski i radziecki zawarły zawieszenie broni. Osamotniona armia URL w sile 23 000 żołnierzy toczyła jeszcze walkę do 20 listopada 1920, kiedy to została wyparta na terytorium Polski, gdzie została internowana.

## Drugi pochód zimowy

Granice po wojnie

Ostatnią akcją zbrojną była wyprawa ochotników ukraińskich (z pomocą internowanych w Polsce żołnierzy armii URL) w zimie 1920/1921. Zadaniem tej akcji, dowodzonej przez gen. Jurko Tjutjunnyka, była aktywizacja działań oddziałów partyzanckich, działających ciągle na zapleczu bolszewików, w celu obalenia władzy radzieckiej na Ukrainie.
Zorganizowano dwie grupy: podolską (około 400 żołnierzy) i wołyńską (około 800 żołnierzy). 4 stycznia 1921 obie grupy przebiły się przez granicę i skierowały się na Prawobrzeżną Ukrainę. Grupa podolska, tocząc drobne starcia, przedostała się przez Podole i doszła do wsi Wachniwka na Kijowszczyźnie, skąd powróciła przez Wołyń do Polski. Grupa wołyńska zajęła Korosteń i doszła do wsi Leoniwka na Kijowszczyźnie, jednak nie mogąc spotkać się z grupą podolską, zawróciła na zachód. Grupa ta została otoczona przez bolszewicką konnicę Grigorija Kotowskiego i rozbita 17 listopada w bitwie pod Małymi Mińkami, a jej 359 żołnierzy, wziętych do niewoli, zostało rozstrzelanych 23 listopada pod Bazarem.
Tym sposobem walka z bolszewikami o niepodległość Ukrainy, toczona przez wojska regularne, zakończyła się klęską. Przez kilka następnych lat (głównie na Prawobrzeżu) toczyła się walka partyzancka przeciw władzy radzieckiej, kierowana przez emigracyjny rząd ukraiński, ale i ona zakończyła się niepowodzeniem.